# Demografia dos Camarões

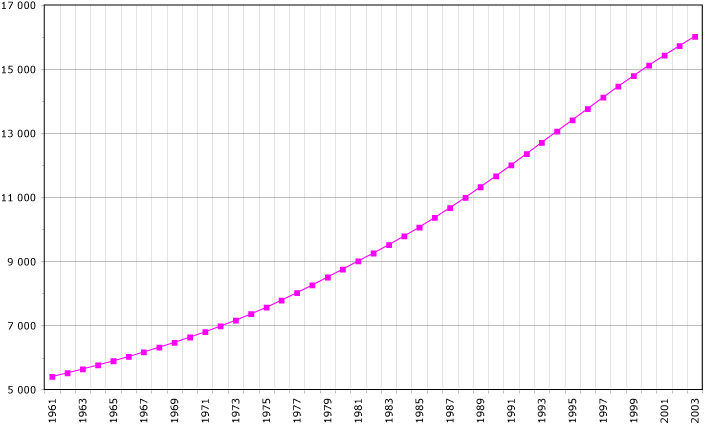
População estimada dos Camarões até o ano de 2005, baseado nos dados da FAO.

Camarões possui uma população de 19 milhões de habitantes e uma densidade de 50 hab./km².

## Dados demográficos

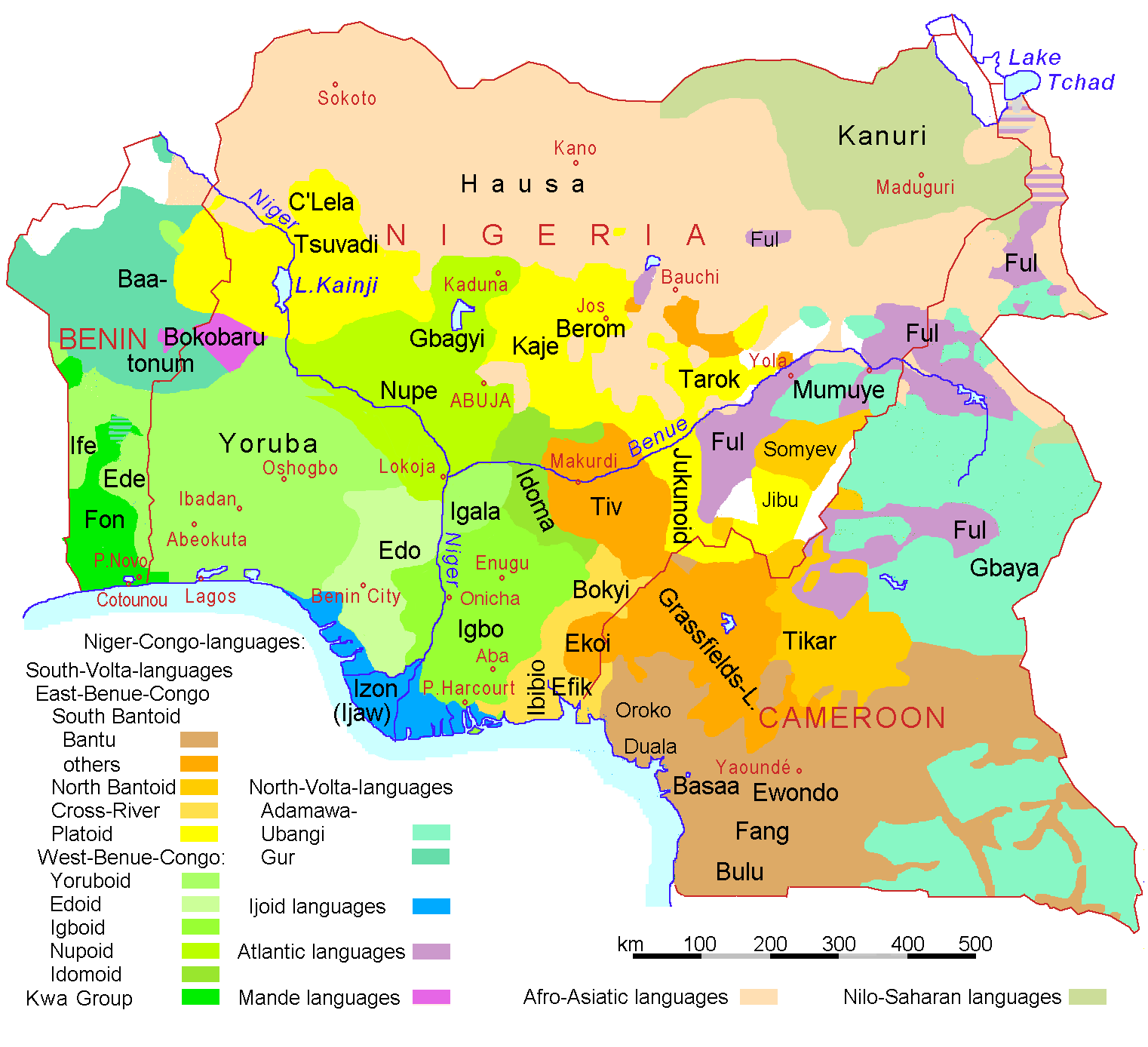
Grupos linguísticos de Benin, Nigéria e Camarões.

População total: 19 294 149 de habitantes
Idiomas: O país possui duas línguas oficiais, o Inglês e o Francês, existindo ainda 24 línguas secundárias.
Religião: A principal religião é o Cristianismo, que é seguido aproximadamente por 56,58% da população. As crenças tribais representam 22,36% da população, Islamismo 20,04%, e outras religiões, agnósticos e ateus representam 1,02% da população.
Analfabetismo: Estima-se que 67,9% dos habitantes sejam alfabetizados. O índice entre os homens é 77% e entre as mulheres de 59,8%.
IDH: 0,556(médio).

## Pirâmide etária
| Faixa Etária    | % da população |
| --------------- | -------------- |
| 0 a 14 anos     | 40,9%          |
| 15 a 64 anos    | 55,9%          |
| 65 anos ou mais | 3,3%           |

## Maiores cidades
A capital do país é Yauondé, porém a maior cidade e principal centro financeiro é Douala.